# Amato di Montecassino
Amato di Montecassino, in latino Amatus Casinensis (Salerno, 1010 circa – Montecassino, 1º marzo 1090/1100), è stato un monaco benedettino dell'Abbazia di Montecassino, autore della Historia Normannorum, una cronaca in latino sulle vicende dei Normanni in Italia meridionale.

## Biografia
Secondo il suo volgarizzatore francese, Amato sarebbe nato a Salerno. Concordemente si ritiene che sia stato anche vescovo, probabilmente nella sede di Pesto-Capaccio dal 1047 al 1058. Probabilmente rinunciò all'episcopato per dedicarsi all'attività letteraria nella quiete del monastero di Montecassino. 
Dal Chronicon Casinense sappiamo che fu l'autore del De Gestis apostolorum Petri et Pauli in quattro libri, in versi esametri, e della Historia Normannorum in otto libri, entrambi composti verso il 1080; Pietro Diacono ci informa che fu autore anche di altri due scritti: De laude eiusdem pontificis e De duodecim lapidibus et civitate caelesti Hierusalem.
La Historia Normannorum, comprendente eventi dal 1016 al 1078, è dedicata all'abate Desiderio; pur perduta nella versione originale, è sopravvissuta attraverso una traduzione francese del XIV secolo (L'Ystoire de li Normant), conservata alla Biblioteca Nazionale di Parigi. 
È presumibile che sia stato testimone degli avvenimenti narrati nella sua cronaca, che è la fonte primaria per conoscere la storia della presenza normanna nel Mediterraneo, letta secondo il punto di vista della grande abbazia di Montecassino, uno dei centri culturali e religiosi del Cristianesimo dell'XI secolo.
Amato descrive l'assedio normanno di Bari e quello di Salerno, la conquista della Sicilia e la presa del potere da parte di Roberto il Guiscardo come pure la Riforma gregoriana dal punto di vista del papato, il tutto inframmezzato da narrazioni di profezie e miracoli.
Molti dettagli della storia dell'XI secolo, come la freccia che avrebbe ucciso Aroldo II d'Inghilterra nella battaglia di Hastings colpendolo a un occhio, provengono dal cronista di Montecassino. È piuttosto preciso nel riportare i fatti nonostante l'intento celebrativo per Roberto il Guiscardo e Riccardo di Capua. 
Secondo il necrologio del cod. Vat. Borgiano 211, Amato morì il 1º marzo di un anno imprecisato, probabilmente allo scadere del secolo nel monastero di Montecassino.

## Edizioni della "Storia"
- (FR)  L'ystoire de li Normant, et la chronique de Robert Viscart par Aime, moine du Mont-Cassin, publiées pour la première fois, d'apres un manuscrit francois inedit du 13. siècle pour la societe de l'histoire de France, par M. Champollion Figeac, Paris 1835
- Ystoire de li Normant par Aimé, publiée avec une introduction et des notes par l'abbe O. Delarc, Rouen 1892
- Storia de' normanni di Amato di Montecassino volgarizzata in antico francese, a cura di Vincenzo De Bartholomaeis (Fonti per la storia d'Italia pubblicate dall'Istituto storico italiano; 76), Roma 1935
- (EN)  Amatus of Montecassino, The History of the Normans, translated by Prescott N. Dunbar; revised with introduction and notes by Graham A Loud, The Boydell Press, Woodbridge 2004. ISBN 1-84383-078-7
- Amato di Montecassino, Storia dei Normanni, introduzione, traduzione e note di Giuseppe Sperduti, ed. Ciolfi, Cassino 1999. ISBN 88-86810-04-0